# Südliche Seebären
Die Südlichen Seebären (Arctocephalus) sind eine Gattung der Ohrenrobben. Die acht Arten sind einander sehr ähnlich und vor allem durch die verschiedenen Größen voneinander abzugrenzen. Mit dem Nördlichen Seebären haben sie das dichte, wollige Fell gemein, sie sind mit ihnen aber offenbar nicht so nah verwandt wie mit den Seelöwen.

## Merkmale
Die Farbe der Südlichen Seebären ist meistens hellbraun. Männchen haben außerdem eine schwarze Halsmähne. Zu Fortpflanzungszeiten bilden Seebären große Kolonien, in denen ein Männchen je einen Harem aus mehreren Weibchen unterhält. Zwischen rivalisierenden Männchen gibt es Kämpfe um die besten Plätze an den Küsten, in deren Verlauf jüngere und schwächere Männchen an den Rand der Kolonien gedrängt werden.

## Verbreitung
Die Verbreitungsgebiete von sechs der acht Arten befinden sich an den Südküsten von Südamerika, Afrika, Australien, Neuseeland und Inseln in deren Umgebung. Die Guadalupe-Seebären und Galápagos-Seebären leben auf und im Umfeld der gleichnamigen Inseln.

## Systematik
Die Gattung der Südlichen Seebären (Arctocephalus) wurde 1826 von Étienne Geoffroy Saint-Hilaire und Frédéric Cuvier erstmalig beschrieben und etabliert. Innerhalb der Südlichen Seebären werden acht Arten unterschieden:
- Guadalupe-Seebär (A. townsendi)
- Juan-Fernández-Seebär (A. philippii)
- Galápagos-Seebär (A. galapagoensis)
- Südamerikanischer Seebär (A. australis)
- Subantarktischer Seebär (A. tropicalis)
- Antarktischer Seebär (A. gazella)
- Neuseeländischer Seebär (A. forsteri)
- Südafrikanischer Seebär (A. pusillus)

Innerhalb der Gattung wird der Südafrikanische Seebär als Schwesterart des Subantarktischen Seebären betrachtet. Diese beiden Arten stammen entsprechend von einer gemeinsamen Stammart ab und sie werden den anderen Arten der Gattung als ursprünglichste Formen gegenübergestellt. Teilweise wird die Monophylie der Südlichen Seebären in Zweifel gezogen und man geht von einem gemeinsamen Ursprung der auf der südlichen Hemisphäre verbreiteten Ohrenrobben aus. In dem Fall werden auch der Australische Seelöwe (Neophoca cinerea) und der Neuseeländische Seelöwe (Phocarctos hookeri) in diese Gruppe. Der Südafrikanische und der Subantarktische Seebär wären an dieser Stelle Schwestergruppe eines gemeinsamen Taxons aus den beiden Seelöwenarten und den restlichen Seebären, für die zur Abgrenzung ein neuer Gattungsname „Arctophoca“ vorgeschlagen wurde.
Der wissenschaftliche Gattungsname ist aus den altgriechischen Worten arktos (Bär) und kephale (Kopf) zusammengesetzt. Er bezieht sich auf die ähnliche Kopfform zu Bären.

## Gefährdung und Schutz
Alle acht Arten stehen in der Roten Liste gefährdeter Arten der Weltnaturschutzunion IUCN.
- Der Galápagos-Seebär (Arctocephalus galapagoensis) fällt unter die Gefährdungskategorie stark gefährdet (Endangered).[6]
- Der Guadalupe-Seebär (Arctocephalus townsendi) und der Juan-Fernández-Seebär (Arctocephalus philippii) stehen auf der Vorwarnliste (Near Threatened).[7][8]
- Die restlichen fünf Arten gelten als nicht gefährdet (Least Concern).[9]

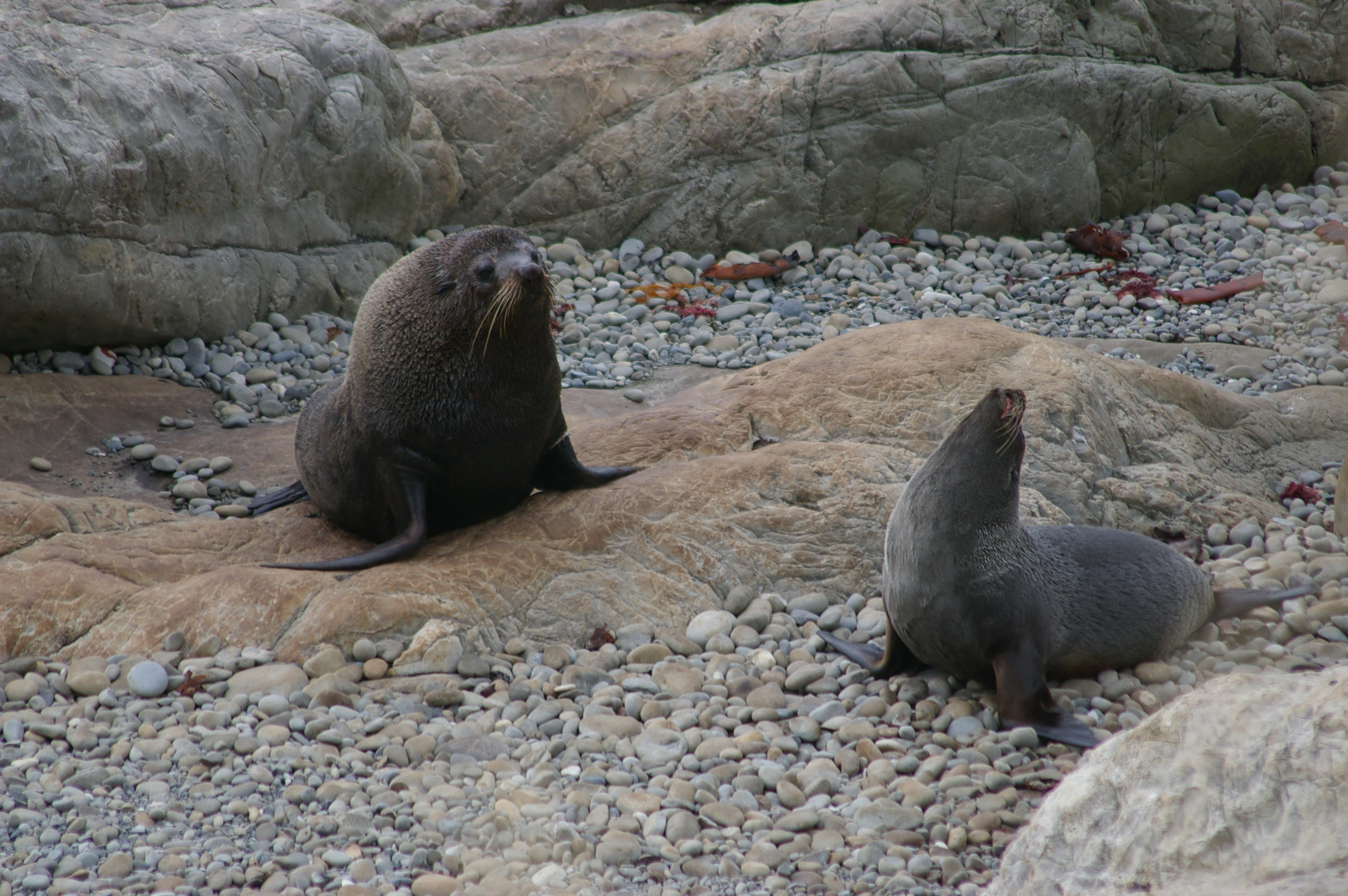
Neuseeländische Seebären vor der Paarung

Um die gefährdeten Arten dieser Gattung vor einer Verschärfung der Lage zu bewahren, wurden einige Schutzmaßnahmen in Form von Übereinkommen multinationaler Art beschlossen. Diese Abkommen finden in weiterer Folge Eingang in nationale Gesetze und Bestimmungen.
In der Bonner Konvention CMS, einem Übereinkommen zur Erhaltung wandernder Tierarten, findet die Art Südamerikanischer Seebär (Arctocephalus australis) in Anhang II Beachtung. Sie wird dementsprechend als eine Art angesehen, zu deren Erhaltung internationale Maßnahmen zu treffen sind.
Über das Washingtoner Artenschutzabkommen CITES wird der Handel mit dem Guadalupe-Seebär (Arctocephalus townsendi) gemäß Appendix I als unmittelbar bedrohte Art verboten. Der weltweite Handel mit allen weiteren Arten dieser Gattung gemäß Appendix II wird lediglich eingeschränkt zugelassen.
Die Europäische Union mit der EU-Artenschutzverordnung 338/97 Anhang A stellt den Guadalupe-Seebär (A. townsendi) und zusätzlich den Juan-Fernández-Seebär (A. philippii) zu den weltweit durch den Handel überlebensgefährdeten Arten. Sie sind mit dem Handelsverbot belegt. Alle weiteren Arten werden in den Anhang B, der in bestimmten Ländern durch den Handel gefährdete Arten angibt, gestellt. Für diese gelten also auch auf der europäischen Ebene eingeschränkte Handelsmöglichkeiten.
Darüber hinaus nimmt diese Verordnung der EU unmittelbaren Einfluss auf alle EU-Mitgliedsstaaten.
Die Bundesrepublik Deutschland weist im Bundesnaturschutzgesetz die zwei mit Handelsverbot belegten Arten Juan-Fernández-Seebär (A. philippii) und Guadalupe-Seebär (A. townsendi) als streng geschützt aus. Die weiteren Arten werden als besonders geschützt bezeichnet.